# 腰臀比

量度腰臀比

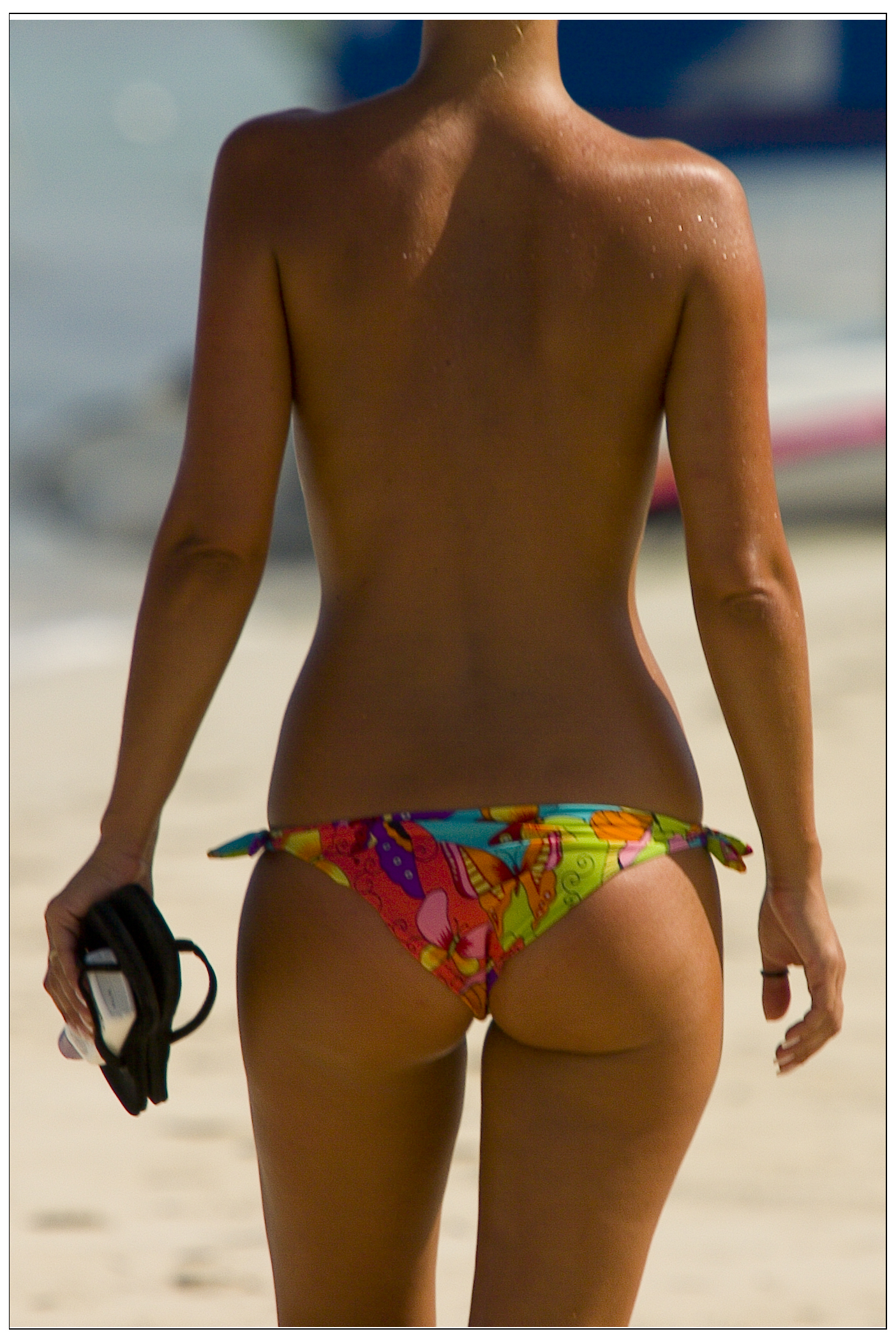
女性的腰臀比是吸引力的重要指標

腰臀比（Waist-hip ratio，WHR）是指腰圍和臀圍的比值（無量纲比）；其數值等於腰圍除以臀圍（W⁄H）。
WHR已被用作健康的衡量標準，也與生育能力、身體吸引力相關；但其最佳值，男性和女性並不相同。

## 量度
嚴格來說，根據世界衛生組織的數據收集協議，腰圍是在最後可觸知肋骨下緣與髂嵴上緣，兩者中點的水平量度。
臀圍則是在雙腿併攏時以臀部最寬處的水平量度。
實際上，以腰部最小圓周處（自然腰部，natural waist，通常位於肚臍上方）作為腰圍值更方便簡單，而同樣地臀圍可採用臀部或髖關節最寬部分的數值。如果腰部因懷孕或肥胖而凸出，腰圍則以肚臍以上1英寸垂直水平處的圓周值代替。

## 健康指標
腰臀比被用作衡量健康和出現嚴重健康風險的指標，研究發現重量集中在腰部的人較重量集中在臀部的人面臨更多的健康風險。腰臀比是用來測量肥胖，尤其是腹部肥胖，因而可作為其他較嚴重健康狀況的指標。男性和女性的標準比分別是0.9和0.7，與一般健康和生育能力有極大關連，腰臀比約0.9的男性較少出現前列腺癌和睾丸癌，而腰臀比約0.7的女性具有最佳的雌激素水平，較少出現糖尿病、心血管疾病和卵巢癌。
相對於腰圍和身高體重指數（BMI），腰臀比更能有效預測中老年人的死亡率。如果以腰臀比取代BMI用來定義肥胖，全球被歸類為心臟病高危的人數將增加三倍。體脂肪率被認為是一個更精確的重量值。在這三個測試中，只有腰臀比需要考慮身體結構的差異，因此不同BMI的人可能有相同腰臀比，或者相同BMI的人可能有不同腰臀比。縱觀出現在不同古代文明畫像的女性，她們絕大部分的腰臀比介乎0.6至0.7，顯示低腰臀比較受歡迎。其他研究則發現，腰圍而非腰臀比是心血管危險因素、體脂分布和2型糖尿病高血壓的良好指標。

1993年，在德克薩斯州大學奧斯汀分校任教的演化心理學家黛文德拉·辛格首先提出腰臀比作為吸引力指標的概念和意義，辛格認為腰臀比較胸腰比（BWR）更能反映雌激素水平。
研究人員發現，腰臀比是一個衡量女性吸引力的重要因素，受印歐文化影響的男性普遍把腰臀比0.7的女性評為更具吸引力，儘管美女明星如瑪麗蓮夢露和索菲亞羅蘭的身高和体重不同，她們的腰臀比都接近0.7。根據一些研究顯示，其他文化的喜好似乎有所不同，從中國較低的0.6至南美洲和非洲的0.8或0.9研究人員也注意到人們的不同喜好源於種族，而非國籍。。與臀圍尺寸相比，男性似乎更重視女性的腰圍尺寸︰
「臀部尺寸顯示骨盆的大小和額外儲存作為能量來源的脂肪，腰圍尺寸則傳達有關生殖或健康狀況的信息...西方社會沒有季節性缺乏食物風險的，因此在衡量一個女性的吸引力時腰圍較臀圍重要。」——《生物心理學雜誌》，
為了提高吸引力，一些女士可能人為地改變腰臀比外觀，包括使用緊身衣以減少腰圍外觀、使用墊塞增加臀部外觀。緊身胸衣和腰帶製造商在20世紀試圖把吸引力計算為臀圍減去腰圍，但這種計算方法因結果不精確而被棄用，例如臀圍較腰圍少10英寸（250毫米）對一個肥瘦正常的成年女性有相當的吸引力，但相同的數字對於一個孩子或嬌小的女子則可能被視為營養不良。

## 智商
孩子的認知能力與母親的腰臀比有一定關係。研究人員利用美國國家衛生統計中心的數據，發現孩子在認知測試中的表現與母親的腰臀比有關，得分最高孩子的母親有寬臀和低腰臀比，從而推測胎兒受益於臀部脂肪，這些脂肪含有多不飽和脂肪酸長鏈，對胎兒的大腦發展有關鍵的作用。此外，有證據顯示低腰臀比的兒童較少出現未成年生育常見的認知功能缺陷。